# Кирил Манчевски
Кирил Манчевски (на македонска литературна норма: Кирил Манчевски) е народен певец от Социалистическа република Македония.

## Биография
Кирил Манчевски е роден на 8 ноември 1936 година в дебърското торбешко село Брощица, тогава в Кралство Югославия. Става народен певец и е активен в шестдесетте и началото на седемдесетте години на XX век, като солист и в дуети, особено с Виолета Томовска. Автор е на ред известни песни като: „Девойче тенко, високо“, „Изникнало криво крушче медено“, „Кога си тргнав в тугина“, „Лино моме Севдалино“, „Айде сонце зайде“, „Абер дойде Донке“, „Бог да убие дебрани“ и много други. Интерпретацията му на народните песни се отличава с финес, лиризъм и специфична мелизматика.
Умира на 8 август 1975 година в Скопие.